# Валькірія (фільм)
«Валькірія» — кінофільм режисера Деніела Д'Ор, що вийшов на екрани в 2001 році.

## Зміст
Земля, 2020 рік. Після зіткнення з астероїдом наша планета перетворилася на крижану пустелю. Ті, що вижили, змогли сховатися під землею, але перетворилися на рабів тих, хто зумів зміцнитися на поверхні і назвав себе «елітою». З хлопчиків підземелля еліта набирає воїнів для боротьби з повстанцями, а дівчаток робить своїми наложницями. Жителі підземелля повністю залежать від примх еліти. Успішна у минулому дивовижна наложниця Валькірія є господинею салону утіх і, володіючи знанням усіх тонкощів життя нагорі і в підземеллі, чекає свого часу, щоб очолити непокірних, з усією жорстокістю покарати еліту і зробити людей вільними.

## Ролі
| Актор                | Роль |
| -------------------- | ---- |
| Джулі Стрейн         | -    |
| Джефф Уинкотт        | -    |
| Зехра Леверман       | -    |
| Брайан Френк         | -    |
| Білл Бейкер          | -    |
| Джейд Кролл          | -    |
| Поль Раповскі        | -    |
| Селія Харт           | -    |
| Єва Немет            | -    |
| Тоні Кертіс Блонделл | -    |

## Знімальна група
- Режисер — Деніел Д'Ор
- Сценарист — Вільям Д. Бостянчіч, Майкл Б. Драксман, Біллі Халкоуер
- Продюсер — Деніел Д'Ор, Філіп Джексон
- Композитор — Грем Мірс